# لاري شتال
لاري شتال (بالإنجليزية: Larry Stahl)‏ هو لاعب كرة قاعدة أمريكي، ولد في 29 يونيو 1941 في بلفيل في الولايات المتحدة.

## وصلات خارجية
- لاري شتال على موقعبيزبول رفرنس.كوم (الدوري الرئيسي) (الإنجليزية)
- لاري شتال على موقعبيزبول رفرنس.كوم (الدوري الثانوي) (الإنجليزية)
- لاري شتال على موقع مشجعي الرسوم البيانية (الإنجليزية)